# Diagenese
Diagenese er summen af alle fysiske, kemiske og biologiske ændringer, undtagen forvitring og metamorfose, som et sediment gennemgår efter aflejring.